# Oavgörbar
Inom logik säger man att ett påstående P är oavgörbart i en viss teori T om man varken kan bevisa P eller ¬P i T. Det innebär att i så fall är både T + P och T + ¬P konsistenta teorier, för om T hade varit inkonsistent hade man kunnat bevisa både P och ¬P.

## Exempel på satser som är oavgörbara i vissa teorier
- Kontinuumhypotesen är oavgörbar i den vanliga mängdteorin ZFC.
- Urvalsaxiomet är oavgörbart i ZF.
- Parallellaxiomet är oavgörbart i Euklides ursprungliga geometri med fyra axiom.
- Paris-Harringtons sats, en variant på Ramseys sats, är oavgörbar i Peanoaritmetik

## Oavgörbarhet i ZFC
Oavgörbarhet i ZFC intar en särställning bland oavgörbarhetsresultat, eftersom all allmänt accepterad matematik kan formaliseras i ZFC. Därigenom är en sats som är oavgörbar i ZFC oavgörbar inom den accepterade matematiken. Flertalet matematiker tycks dessutom anse att ZFC är tillräcklig för att formalisera all tänkbar matematik, så att oavgörbarhet i ZFC faktiskt innebär att påståendet över huvud taget inte kan bevisas eller motbevisas. Det finns emellertid de som inte har detta synsätt, till exempel Hugh Woodin som ägnat omfattande arbete åt att söka hitta metoder som kan anses motbevisa kontinuumhypotesen.